# Liste des députés de la Ire législature de l'Assemblée des représentants du peuple
Cet article donne la liste des députés de la Ire législature de l'Assemblée des représentants du peuple, en Tunisie, par circonscription.

## Bureau

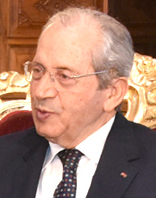
Mohamed Ennaceur (Nidaa Tounes), président
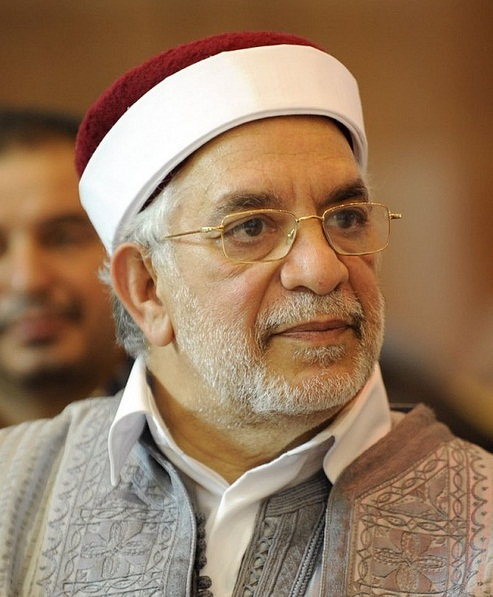
Abdelfattah Mourou (Ennahdha), premier vice-président
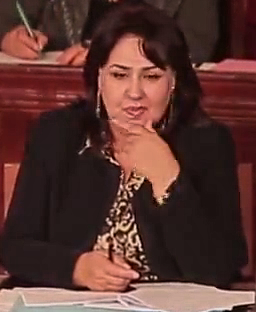
Faouzia Ben Fodha (Union patriotique libre), deuxième vice-présidente

## Composition par parti ou groupe

### 2014
- Nidaa Tounes (86)
- Ennahdha (69)
- Union patriotique libre (16)
- Front populaire (15)
- Afek Tounes (8)
- Bloc social-démocrate (8)
- Aucun bloc (15)

| Bloc / parti                         | Bloc / parti            | Sièges |
| ------------------------------------ | ----------------------- | ------ |
|                                      | Nidaa Tounes            | 86     |
|                                      |                         |        |
|                                      | Ennahdha                | 69     |
|                                      |                         |        |
|                                      | Union patriotique libre | 16     |
|                                      |                         |        |
|                                      | Front populaire         | 15     |
|                                      |                         |        |
|                                      | Afek Tounes             | 8      |
|                                      |                         |        |
|                                      | Bloc social-démocrate   | 8      |
| Initiative nationale destourienne    | 3                       |        |
| Alliance démocratique                | 1                       |        |
| Al Joumhouri                         | 1                       |        |
| Rad Al Iitibar                       | 1                       |        |
| Mouvement des démocrates socialistes | 1                       |        |
| Parti de la voix des agriculteurs    | 1                       |        |
|                                      |                         |        |
|                                      | Aucun bloc              | 15     |
| Congrès pour la République           | 4                       |        |
| Courant démocrate                    | 3                       |        |
| Mouvement du peuple                  | 3                       |        |
| Courant de l'amour                   | 2                       |        |
| Front national du salut              | 1                       |        |
| Majed Al Djerid                      | 1                       |        |
| Appel des Tunisiens à l'étranger     | 1                       |        |

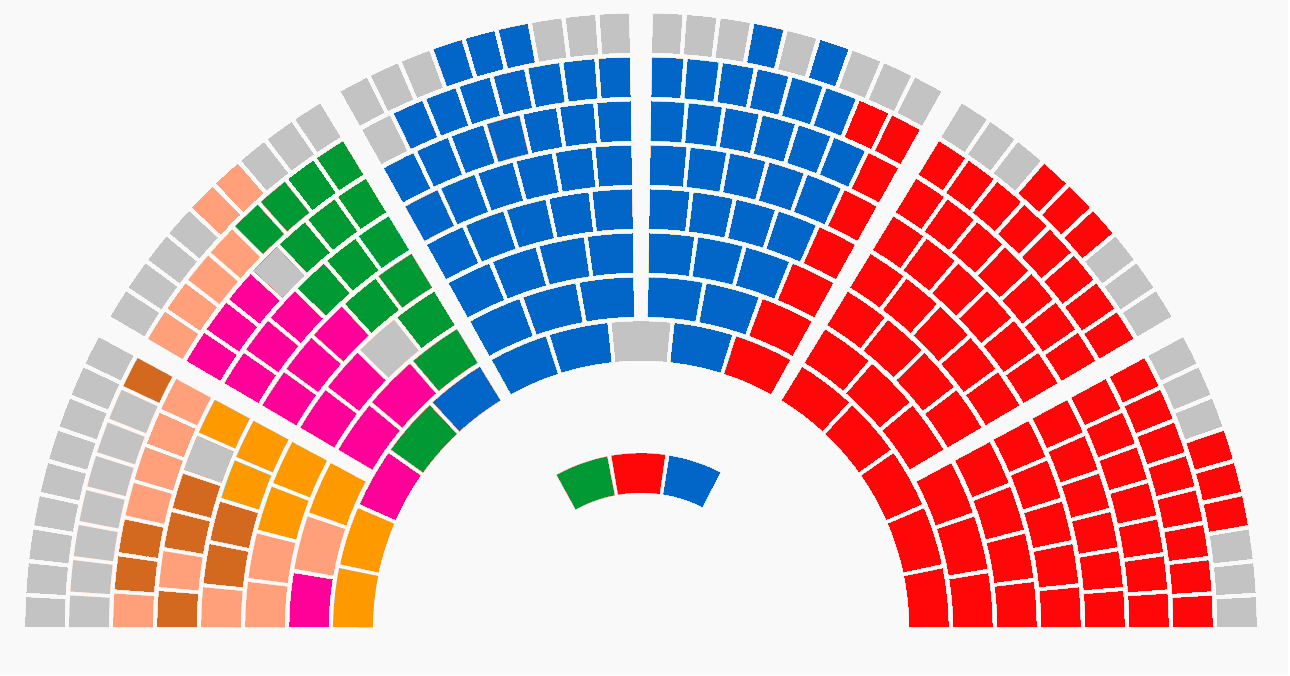

L'Assemblée compte 149 hommes (68,7 %) et 68 femmes (31,3 %). À la suite des changements du 20 février 2015, quatre femmes supplémentaires siègent à l'assemblée. À la suite des changements du 16 septembre 2016, trois femmes supplémentaires siègent à l'assemblée.

### 2016

Ennahdha (69)
Nidaa Tounes (63)
Machrouu Tounes (25)
Front populaire (15)
Union patriotique libre (12)
Afek Tounes (10)
Bloc social-démocrate (7)
Hors groupe (16)

| Bloc / parti                             | Bloc / parti            | Sièges |
| ---------------------------------------- | ----------------------- | ------ |
|                                          | Ennahdha                | 69     |
|                                          |                         |        |
|                                          | Nidaa Tounes            | 63     |
|                                          |                         |        |
|                                          | Bloc Al Horra           | 25     |
|                                          |                         |        |
|                                          | Front populaire         | 15     |
|                                          |                         |        |
|                                          | Union patriotique libre | 12     |
|                                          |                         |        |
|                                          | Afek Tounes             | 10     |
| Afek Tounes                              | 8                       |        |
| Front national du salut                  | 1                       |        |
| Appel des Tunisiens à l'étranger         | 1                       |        |
|                                          |                         |        |
|                                          | Bloc social-démocrate   | 7      |
| Courant de l'amour                       | 2                       |        |
| Alliance démocratique                    | 1                       |        |
| Al Joumhouri                             | 1                       |        |
| Rad Al Iitibar                           | 1                       |        |
| Mouvement des démocrates socialistes     | 1                       |        |
| Parti de la voix des agriculteurs        | 1                       |        |
|                                          |                         |        |
|                                          | Hors groupe             | 16     |
| Congrès pour la République/Hizb el-Harak | 4                       |        |
| Courant démocrate                        | 3                       |        |
| Mouvement du peuple                      | 3                       |        |
| Initiative nationale destourienne        | 3                       |        |
| Majed Al Djerid                          | 1                       |        |

### 2017

Ennahdha (69)
Nidaa Tounes (67)
Machrouu Tounes (21)
Front populaire (15)
Union patriotique libre (11)
Bloc démocrate (12)
Afek Tounes (10)
Hors groupe (12)

| Bloc / parti                             | Bloc / parti                                                             | Sièges |
| ---------------------------------------- | ------------------------------------------------------------------------ | ------ |
|                                          | Ennahdha                                                                 | 69     |
|                                          |                                                                          |        |
|                                          | Nidaa Tounes                                                             | 67     |
|                                          |                                                                          |        |
|                                          | Bloc Al Horra du mouvement Machrouu Tounes                               | 21     |
|                                          |                                                                          |        |
|                                          | Front populaire                                                          | 15     |
|                                          |                                                                          |        |
|                                          | Union patriotique libre                                                  | 11     |
|                                          |                                                                          |        |
|                                          | Afek Tounes, le Mouvement national et l'Appel des Tunisiens à l'étranger | 10     |
| Afek Tounes                              | 8                                                                        |        |
| Front national du salut                  | 1                                                                        |        |
| Appel des Tunisiens à l'étranger         | 1                                                                        |        |
|                                          |                                                                          |        |
|                                          | Bloc démocrate                                                           | 12     |
| Hizb el-Harak                            | 4                                                                        |        |
| Mouvement du peuple                      | 3                                                                        |        |
| Courant démocrate                        | 3                                                                        |        |
| Rad Al Iitibar                           | 1                                                                        |        |
| Mouvement des démocrates socialistes     | 1                                                                        |        |
|                                          |                                                                          |        |
|                                          | Aucun bloc                                                               | 12     |
| Indépendants (anciennement Nidaa Tounes) | 7                                                                        |        |
| Courant de l'amour                       | 2                                                                        |        |
| Al Joumhouri                             | 1                                                                        |        |
| Majed Al Djerid                          | 1                                                                        |        |
| Parti de la voix des agriculteurs        | 1                                                                        |        |

### 2018

Ennahdha (68)
Nidaa Tounes (47)
Coalition nationale (44)
Front populaire (15)
Machrouu Tounes (15)
Bloc démocrate (12)
Allégeance à la patrie (11)
Hors groupe (5)

| Bloc / parti                         | Bloc / parti                               | Sièges |
| ------------------------------------ | ------------------------------------------ | ------ |
|                                      | Ennahdha                                   | 68     |
|                                      |                                            |        |
|                                      | Nidaa Tounes                               | 46     |
|                                      |                                            |        |
|                                      | Coalition nationale                        | 44     |
|                                      |                                            |        |
|                                      | Front populaire                            | 15     |
|                                      |                                            |        |
|                                      | Bloc Al Horra du mouvement Machrouu Tounes | 15     |
|                                      |                                            |        |
|                                      | Bloc démocrate                             | 12     |
| Hizb el-Harak                        | 4                                          |        |
| Mouvement du peuple                  | 3                                          |        |
| Courant démocrate                    | 3                                          |        |
| Rad Al Iitibar                       | 1                                          |        |
| Mouvement des démocrates socialistes | 1                                          |        |
|                                      |                                            |        |
|                                      | Allégeance à la patrie                     | 10     |
|                                      |                                            |        |
|                                      | Aucun bloc                                 | 7      |

### 2019

Ennahdha (68)
Coalition nationale (43)
Nidaa Tounes (26)
Machrouu Tounes (15)
Bloc démocrate (12)
Allégeance à la patrie (10)
Bloc Front populaire (9)
Hors groupe (34)

| Bloc / parti                         | Bloc / parti                               | Sièges |
| ------------------------------------ | ------------------------------------------ | ------ |
|                                      | Ennahdha                                   | 68     |
|                                      | Coalition nationale                        | 43     |
|                                      |                                            |        |
|                                      | Nidaa Tounes                               | 26     |
|                                      |                                            |        |
|                                      | Bloc Al Horra du mouvement Machrouu Tounes | 15     |
|                                      |                                            |        |
|                                      | Bloc démocrate                             | 12     |
| Hizb el-Harak                        | 4                                          |        |
| Mouvement du peuple                  | 3                                          |        |
| Courant démocrate                    | 3                                          |        |
| Rad Al Iitibar                       | 1                                          |        |
| Mouvement des démocrates socialistes | 1                                          |        |
|                                      |                                            |        |
|                                      | Allégeance à la patrie                     | 10     |
|                                      |                                            |        |
|                                      | Bloc Front populaire                       | 9      |
|                                      |                                            |        |
|                                      | Aucun bloc                                 | 34     |

## Composition par circonscription

### Ariana
| Image | Nom                | Parti                                     | Groupe parlementaire |
| ----- | ------------------ | ----------------------------------------- | -------------------- |
|       | Abdelaziz Kotti    | Nidaa Tounes                              | Nidaa Tounes         |
|       | Hassan Amri        | Nidaa Tounes                              | Nidaa Tounes         |
|       | Jamila Ksiksi      | Ennahdha                                  | Ennahdha             |
|       | Karim Helali       | Afek Tounes puis Tahya Tounes             | Coalition nationale  |
|       | Leïla Hamrouni     | Nidaa Tounes puis Tahya Tounes            | Coalition nationale  |
|       | Sabrine Goubantini | Nidaa Tounes puis Tahya Tounes            | Coalition nationale  |
|       | Sahbi Atigue       | Ennahdha                                  | Ennahdha             |
|       | Youssef Jouini     | Union patriotique libre puis Nidaa Tounes | Nidaa Tounes         |

### Béja
| Image | Nom                   | Parti                                                                                        | Groupe parlementaire   |
| ----- | --------------------- | -------------------------------------------------------------------------------------------- | ---------------------- |
|       | Issam Matoussi        | Nidaa Tounes puis Tahya Tounes                                                               | Coalition nationale    |
|       | Mounir Hamdi          | Nidaa Tounes                                                                                 | Nidaa Tounes           |
|       | Najla Saadaoui        | Nidaa Tounes                                                                                 | Nidaa Tounes           |
|       | Noureddine Ben Achour | Union patriotique libre, Nidaa Tounes, Machrouu Tounes, Tounes Awalan puis Al Badil Ettounsi | Allégeance à la patrie |
|       | Ridha Dellai          | Mouvement du peuple                                                                          | Bloc démocrate         |
|       | Sami Fetnassi         | Ennahdha                                                                                     | Ennahdha               |

### Ben Arous
| Image | Nom                                                               | Parti                                    | Groupe parlementaire                       |
| ----- | ----------------------------------------------------------------- | ---------------------------------------- | ------------------------------------------ |
|       | Ghazi Chaouachi                                                   | Courant démocrate                        | Bloc démocrate                             |
|       | Hela Hammi                                                        | Ennahdha                                 | Ennahdha                                   |
|       | Amira Zoukari Taher Battikh (2015-2017) Lazhar Akremi (2014-2015) | Nidaa Tounes                             | Nidaa Tounes                               |
|       | Mohamed Mahjoub                                                   | Ennahdha                                 | Ennahdha                                   |
|       | Mohamed Troudi                                                    | Nidaa Tounes puis Machrouu Tounes        | Bloc Al Horra du mouvement Machrouu Tounes |
|       | Noureddine Bhiri                                                  | Ennahdha                                 | Ennahdha                                   |
|       | Olfa Soukri                                                       | Nidaa Tounes puis indépendante           | Hors groupe                                |
|       | Taoufik Jemli                                                     | Union patriotique libre puis indépendant | Allégeance à la patrie                     |
|       | Wafa Makhlouf                                                     | Nidaa Tounes                             | Nidaa Tounes                               |
|       | Zied Lakhdhar                                                     | Front populaire                          | Bloc Front populaire                       |

### Bizerte
| Image | Nom                                       | Parti                                                 | Groupe parlementaire                       |
| ----- | ----------------------------------------- | ----------------------------------------------------- | ------------------------------------------ |
|       | Ali Belakhoua                             | Union patriotique libre puis Nidaa Tounes             | Nidaa Tounes                               |
|       | Ali Ben Salem                             | Nidaa Tounes                                          | Nidaa Tounes                               |
|       | Béchir Ellazzem                           | Ennahdha                                              | Ennahdha                                   |
|       | Brahim Nacef                              | Nidaa Tounes puis Machrouu Tounes                     | Bloc Al Horra du mouvement Machrouu Tounes |
|       | Emna Ben Hmayed                           | Ennahdha                                              | Ennahdha                                   |
|       | Taoufik Ouali Hayet Kebaier (2014-2015)   | Nidaa Tounes puis Machrouu Tounes                     | Bloc Al Horra du mouvement Machrouu Tounes |
|       | Ibtihej Ben Helal                         | Nidaa Tounes                                          | Nidaa Tounes                               |
|       | Lamia Dridi Mehdi Ben Gharbia (2014-2016) | Alliance démocratique, Nidaa Tounes puis Tahya Tounes | Coalition nationale                        |
|       | Samir Dilou                               | Ennahdha                                              | Ennahdha                                   |

### Gabès
| Image | Nom                   | Parti                                         | Groupe parlementaire                       |
| ----- | --------------------- | --------------------------------------------- | ------------------------------------------ |
|       | Amal Souid            | Ennahdha                                      | Ennahdha                                   |
|       | Habib Khedher         | Ennahdha                                      | Ennahdha                                   |
|       | Hassouna Nasfi        | Nidaa Tounes puis Machrouu Tounes             | Bloc Al Horra du mouvement Machrouu Tounes |
|       | Mohamed Amine Kahloul | Union patriotique libre                       | Hors groupe                                |
|       | Mohamed Zrig          | Ennahdha                                      | Ennahdha                                   |
|       | Radhia Toumi          | Ennahdha                                      | Ennahdha                                   |
|       | Sabri Dekhil          | Congrès pour la République puis Hizb el-Harak | Bloc démocrate                             |

### Gafsa
| Image | Nom                    | Parti                                               | Groupe parlementaire                  |
| ----- | ---------------------- | --------------------------------------------------- | ------------------------------------- |
|       | Adnane Hajji           | Rad Al Iitibar                                      | Allégeance à la patrie                |
|       | Ammar Amroussia        | Front populaire                                     | Hors groupe                           |
|       | Asma Abou Hana         | Nidaa Tounes                                        | Nidaa Tounes                          |
|       | Lotfi Ali              | Initiative nationale destourienne puis Nidaa Tounes | Coalition nationale puis Tahya Tounes |
|       | Mohamed Mohsen Soudani | Ennahdha                                            | Ennahdha                              |
|       | Sofien Toubel          | Nidaa Tounes                                        | Nidaa Tounes                          |
|       | Zeineb Brahmi          | Ennahdha                                            | Ennahdha                              |

### Jendouba
| Image | Nom             | Parti                             | Groupe parlementaire                       |
| ----- | --------------- | --------------------------------- | ------------------------------------------ |
|       | Ahmed Mechergui | Ennahdha                          | Ennahdha                                   |
|       | Belgacem Dkhili | Nidaa Tounes puis Machrouu Tounes | Bloc Al Horra du mouvement Machrouu Tounes |
|       | Chaker Ayadi    | Nidaa Tounes                      | Hors groupe                                |
|       | Dorra Yaacoubi  | Union patriotique libre           | Nidaa Tounes                               |
|       | Fayçal Tebbini  | Parti de la voix des agriculteurs | Hors groupe                                |
|       | Jihen Aouichi   | Nidaa Tounes puis Tahya Tounes    | Coalition nationale                        |
|       | Mongi Rahoui    | Front populaire                   | Bloc Front populaire                       |
|       | Sana Mersni     | Ennahdha                          | Ennahdha                                   |

### Kairouan
| Image | Nom                    | Parti                                           | Groupe parlementaire |
| ----- | ---------------------- | ----------------------------------------------- | -------------------- |
|       | Farida Labidi          | Ennahdha                                        | Ennahdha             |
|       | Hédi Soula             | Ennahdha                                        | Ennahdha             |
|       | Mahmoud Gouiaa         | Ennahdha                                        | Ennahdha             |
|       | Mohamed Ennaceur Jbira | Nidaa Tounes puis Tahya Tounes                  | Coalition nationale  |
|       | Ons Hattab             | Nidaa Tounes                                    | Nidaa Tounes         |
|       | Rim Thairi             | Courant de l'amour                              | Bloc démocrate       |
|       | Souhail Alouini        | Nidaa Tounes, Machrouu Tounes puis Tahya Tounes | Coalition nationale  |
|       | Tarek Barrak           | Front populaire                                 | Hors groupe          |
|       | Tarek Fetiti           | Union patriotique libre                         | Hors groupe          |

### Kasserine
| Image | Nom                                               | Parti                                         | Groupe parlementaire |
| ----- | ------------------------------------------------- | --------------------------------------------- | -------------------- |
|       | Aymen Aloui                                       | Front populaire                               | Bloc Front populaire |
|       | Ikram Moulahi                                     | Nidaa Tounes puis Tahya Tounes                | Coalition nationale  |
|       | Mabrouk Hrizi                                     | Congrès pour la République puis Hizb el-Harak | Bloc démocrate       |
|       | Mahmoud Kahri                                     | Union patriotique libre                       | Hors groupe          |
|       | Mohamed Rachdi Bouguerra                          | Nidaa Tounes puis Tahya Tounes                | Coalition nationale  |
|       | Maroua Bouazzi Mohamed Kamel Hamzaoui (2014-2018) | Nidaa Tounes puis Tahya Tounes                | Coalition nationale  |
|       | Safia Khalfi                                      | Ennahdha                                      | Ennahdha             |
|       | Walid Bennani                                     | Ennahdha                                      | Ennahdha             |

### Kébili
| Image | Nom                       | Parti                                         | Groupe parlementaire |
| ----- | ------------------------- | --------------------------------------------- | -------------------- |
|       | Ibrahim Ben Saïd          | Congrès pour la République puis Hizb el-Harak | Bloc démocrate       |
|       | Mahbouba Ben Dhifallah    | Ennahdha                                      | Ennahdha             |
|       | Mohamed Ali Bedoui        | Ennahdha                                      | Ennahdha             |
|       | Mohamed Fadhel Ben Omrane | Nidaa Tounes                                  | Nidaa Tounes         |
|       | Zouhair Maghzaoui         | Mouvement du peuple                           | Bloc démocrate       |

### La Manouba
| Image | Nom                    | Parti                             | Groupe parlementaire                       |
| ----- | ---------------------- | --------------------------------- | ------------------------------------------ |
|       | Faouzia Ben Fodha      | Union patriotique libre           | Hors groupe                                |
|       | Houda Tekaya           | Nidaa Tounes                      | Nidaa Tounes                               |
|       | Imed Khemiri           | Ennahdha                          | Ennahdha                                   |
|       | Latifa Habachi         | Ennahdha                          | Ennahdha                                   |
|       | Mohamed Néjib Torjmane | Nidaa Tounes puis Machrouu Tounes | Bloc Al Horra du mouvement Machrouu Tounes |
|       | Mondher Belhaj Ali     | Nidaa Tounes puis indépendant     | Hors groupe                                |
|       | Nizar Amami            | Front populaire                   | Bloc Front populaire                       |

### Le Kef
| Image | Nom                                    | Parti                             | Groupe parlementaire                       |
| ----- | -------------------------------------- | --------------------------------- | ------------------------------------------ |
|       | Nesrine Laamari Abada Kefi (2014-2018) | Nidaa Tounes puis Machrouu Tounes | Bloc Al Horra du mouvement Machrouu Tounes |
|       | Abdellatif Mekki                       | Ennahdha                          | Ennahdha                                   |
|       | El Khansa Ben Harrath                  | Nidaa Tounes                      | Nidaa Tounes                               |
|       | Kamel Harraghi                         | Union patriotique libre           | Hors groupe                                |
|       | Mongi Harbaoui                         | Nidaa Tounes                      | Hors groupe                                |
|       | Mourad Hamaidi                         | Front populaire                   | Bloc Front populaire                       |

### Mahdia
| Image | Nom                                    | Parti                             | Groupe parlementaire                       |
| ----- | -------------------------------------- | --------------------------------- | ------------------------------------------ |
|       | Haykel Belgacem                        | Front populaire                   | Bloc Front populaire                       |
|       | Hédi Ben Braham                        | Ennahdha                          | Ennahdha                                   |
|       | Imed Ouled Jebril                      | Nidaa Tounes                      | Nidaa Tounes                               |
|       | Leïla Oueslati                         | Ennahdha                          | Ennahdha                                   |
|       | Mohamed Ennaceur                       | Nidaa Tounes                      | Nidaa Tounes                               |
|       | Rabha Ben Hassine                      | Nidaa Tounes puis Machrouu Tounes | Bloc Al Horra du mouvement Machrouu Tounes |
|       | Souad Zaouali                          | Nidaa Tounes puis Tahya Tounes    | Coalition nationale                        |
|       | Rim Mahjoub Yassine Brahim (2014-2015) | Afek Tounes                       | Allégeance à la patrie                     |

### Médenine
| Image | Nom                                  | Parti                                                   | Groupe parlementaire |
| ----- | ------------------------------------ | ------------------------------------------------------- | -------------------- |
|       | Ahmed Ameri                          | Ennahdha                                                | Ennahdha             |
|       | Amer Larayedh                        | Ennahdha                                                | Ennahdha             |
|       | Hajer Triki Basma Jebali (2014-2018) | Ennahdha                                                | Ennahdha             |
|       | Béchir Ben Amor                      | Nidaa Tounes puis Tahya Tounes                          | Coalition nationale  |
|       | Heger Bouzemmi                       | Ennahdha                                                | Ennahdha             |
|       | Imed Daïmi                           | Congrès pour la République puis Hizb el-Harak           | Bloc démocrate       |
|       | Lakhdhar Belhouchat                  | Ennahdha                                                | Ennahdha             |
|       | Salem Labiadh                        | Mouvement du peuple                                     | Bloc démocrate       |
|       | Tahar Fdhil                          | Union patriotique libre, Nidaa Tounes puis Tahya Tounes | Coalition nationale  |

### Monastir
| Image | Nom                       | Parti                                           | Groupe parlementaire |
| ----- | ------------------------- | ----------------------------------------------- | -------------------- |
|       | Abdelmoumen Belanes       | Front populaire                                 | Bloc Front populaire |
|       | Ali Bennour               | Afek Tounes puis Tahya Tounes                   | Coalition nationale  |
|       | Chahida Ben Fraj Bouraoui | Ennahdha                                        | Ennahdha             |
|       | Hela Omrane               | Nidaa Tounes puis Tahya Tounes                  | Coalition nationale  |
|       | Lotfi Nabli               | Nidaa Tounes puis Tahya Tounes                  | Coalition nationale  |
|       | Mohamed Jalel Ghedira     | Nidaa Tounes puis Tahya Tounes                  | Coalition nationale  |
|       | Mohamed Kamel Besbes      | Ennahdha                                        | Ennahdha             |
|       | Mohamed Saïdane           | Nidaa Tounes puis Tahya Tounes                  | Coalition nationale  |
|       | Sameh Bouhaouel           | Nidaa Tounes, Machrouu Tounes puis Nidaa Tounes | Nidaa Tounes         |

### Nabeul 1
| Image | Nom                                                   | Parti                             | Groupe parlementaire                       |
| ----- | ----------------------------------------------------- | --------------------------------- | ------------------------------------------ |
|       | Moez Belhaj Rhouma Boutheina Ben Yaghlane (2014-2015) | Ennahdha                          | Ennahdha                                   |
|       | Chakib Bani                                           | Nidaa Tounes                      | Nidaa Tounes                               |
|       | Houssem Bounenni                                      | Nidaa Tounes                      | Nidaa Tounes                               |
|       | Mohamed Sidhom                                        | Ennahdha                          | Ennahdha                                   |
|       | Lilia Younes Ksibi Noomane Fehri (2014-2015)          | Afek Tounes puis Tahya Tounes     | Coalition nationale                        |
|       | Nadia Zangar                                          | Nidaa Tounes puis Machrouu Tounes | Bloc Al Horra du mouvement Machrouu Tounes |
|       | Lamia Gharbi Selma Elloumi (2014-2015)                | Nidaa Tounes                      | Nidaa Tounes                               |

### Nabeul 2
| Image | Nom                      | Parti                                              | Groupe parlementaire                       |
| ----- | ------------------------ | -------------------------------------------------- | ------------------------------------------ |
|       | Abdelkader Ben Dhifallah | Union patriotique libre puis Nidaa Tounes          | Nidaa Tounes                               |
|       | Fathi Chamkhi            | Front populaire                                    | Bloc Front populaire                       |
|       | Khemaïs Ksila            | Nidaa Tounes, Tounes Awalan puis Al Badil Ettounsi | Allégeance à la patrie                     |
|       | Meherzia Labidi Maïza    | Ennahdha                                           | Ennahdha                                   |
|       | Meriem Boujbel           | Nidaa Tounes puis Machrouu Tounes                  | Bloc Al Horra du mouvement Machrouu Tounes |
|       | Walid Jalled             | Nidaa Tounes puis Tahya Tounes                     | Coalition nationale                        |

### Sfax 1
| Image | Nom                   | Parti                                          | Groupe parlementaire |
| ----- | --------------------- | ---------------------------------------------- | -------------------- |
|       | Chafik Ayadi          | Front populaire                                | Bloc Front populaire |
|       | Fathi Ayadi           | Ennahdha                                       | Ennahdha             |
|       | Mohamed Hédi Gueddich | Nidaa Tounes, Machrouu Tounes puis indépendant | Hors groupe          |
|       | Noomane El Euch       | Courant démocrate                              | Bloc démocrate       |
|       | Sameh Dammak          | Nidaa Tounes                                   | Nidaa Tounes         |
|       | Slim Besbes           | Ennahdha                                       | Ennahdha             |
|       | Soulef Ksantini       | Ennahdha                                       | Ennahdha             |

### Sfax 2
| Image | Nom                  | Parti                             | Groupe parlementaire                       |
| ----- | -------------------- | --------------------------------- | ------------------------------------------ |
|       | Badreddine Abdelkefi | Ennahdha                          | Ennahdha                                   |
|       | Fatma Mseddi         | Nidaa Tounes                      | Hors groupe                                |
|       | Heger Laaroussi      | Nidaa Tounes puis Machrouu Tounes | Bloc Al Horra du mouvement Machrouu Tounes |
|       | Ismaïl Ben Mahmoud   | Nidaa Tounes puis Tahya Tounes    | Coalition nationale                        |
|       | Kalthoum Badreddine  | Ennahdha                          | Ennahdha                                   |
|       | Mohamed Anouar Adhar | Afek Tounes puis Tahya Tounes     | Coalition nationale                        |
|       | Mohamed Frikha       | Ennahdha                          | Ennahdha                                   |
|       | Moncef Sellami       | Nidaa Tounes puis Tahya Tounes    | Coalition nationale                        |
|       | Souad Bayouli        | Front populaire                   | Hors groupe                                |

### Sidi Bouzid
| Image | Nom                                        | Parti                                | Groupe parlementaire   |
| ----- | ------------------------------------------ | ------------------------------------ | ---------------------- |
|       | Abir Abdelli                               | Nidaa Tounes puis Tahya Tounes       | Coalition nationale    |
|       | Ahmed Khaskhoussi                          | Mouvement des démocrates socialistes | Allégeance à la patrie |
|       | Hayet Omri                                 | Ennahdha                             | Ennahdha               |
|       | Mbarka Aouania                             | Front populaire                      | Hors groupe            |
|       | Mohamed Ben Youssef El Hamdi               | Courant de l'amour                   | Bloc démocrate         |
|       | Naoufel Jammali                            | Ennahdha                             | Ennahdha               |
|       | Mohamed Abdellaoui Salem Hamdi (2014-2017) | Nidaa Tounes                         | Nidaa Tounes           |
|       | Nozha Biaoui Touhami Abdouli (2014-2015)   | Front national du salut              | Coalition nationale    |

### Siliana
| Image | Nom                                                                      | Parti                                     | Groupe parlementaire                       |
| ----- | ------------------------------------------------------------------------ | ----------------------------------------- | ------------------------------------------ |
|       | Abdelwahab Ouerfelli Faten Oueslati (2016-2017) Iyed Dahmani (2014-2016) | Al Joumhouri                              | Allégeance à la patrie                     |
|       | Jilani Hammami                                                           | Front populaire                           | Hors groupe                                |
|       | Noureddine Mrabti                                                        | Union patriotique libre puis Nidaa Tounes | Nidaa Tounes                               |
|       | Salah Bargaoui                                                           | Nidaa Tounes puis Machrouu Tounes         | Bloc Al Horra du mouvement Machrouu Tounes |
|       | Sana Salhi                                                               | Nidaa Tounes puis Tahya Tounes            | Coalition nationale                        |
|       | Zouheir Rejbi                                                            | Ennahdha                                  | Ennahdha                                   |

### Sousse
| Image | Nom                                   | Parti                                                             | Groupe parlementaire |
| ----- | ------------------------------------- | ----------------------------------------------------------------- | -------------------- |
|       | Ahmed Saïdi                           | Initiative nationale destourienne, Nidaa Tounes puis Tahya Tounes | Coalition nationale  |
|       | Faycel Khelifa                        | Nidaa Tounes                                                      | Nidaa Tounes         |
|       | Hafedh Zouari                         | Afek Tounes puis Tahya Tounes                                     | Coalition nationale  |
|       | Noura Amri Hamdi Guezguez (2014-2015) | Nidaa Tounes                                                      | Nidaa Tounes         |
|       | Lajmi Lourimi                         | Ennahdha                                                          | Ennahdha             |
|       | Monia Brahim                          | Ennahdha                                                          | Ennahdha             |
|       | Nawel Tayech                          | Nidaa Tounes                                                      | Nidaa Tounes         |
|       | Ridha Charfeddine                     | Nidaa Tounes                                                      | Nidaa Tounes         |
|       | Zohra Driss                           | Nidaa Tounes puis Tahya Tounes                                    | Coalition nationale  |
|       | Wafa Attia Zied Ladhari (2014-2015)   | Ennahdha                                                          | Ennahdha             |

### Tataouine
| Image | Nom              | Parti        | Groupe parlementaire |
| ----- | ---------------- | ------------ | -------------------- |
|       | Béchir Khélifi   | Ennahdha     | Ennahdha             |
|       | Hassine Yahyaoui | Ennahdha     | Ennahdha             |
|       | Jamila Jouini    | Ennahdha     | Ennahdha             |
|       | Taieb Medni      | Nidaa Tounes | Nidaa Tounes         |

### Tozeur
| Image | Nom                                        | Parti                                     | Groupe parlementaire                       |
| ----- | ------------------------------------------ | ----------------------------------------- | ------------------------------------------ |
|       | Abderraouf Chebbi                          | Union patriotique libre puis Nidaa Tounes | Nidaa Tounes                               |
|       | Jihen Abbadi Abderraouf Cherif (2014-2018) | Nidaa Tounes puis Machrouu Tounes         | Bloc Al Horra du mouvement Machrouu Tounes |
|       | Abderrazak Cheraït                         | Majed Al Djerid                           | Hors groupe                                |
|       | Mohamed Lakhdhar Lajili                    | Ennahdha                                  | Ennahdha                                   |

### Tunis 1
| Image | Nom                                   | Parti                                     | Groupe parlementaire   |
| ----- | ------------------------------------- | ----------------------------------------- | ---------------------- |
|       | Abdennaceur Chouikh                   | Nidaa Tounes puis indépendant             | Allégeance à la patrie |
|       | Ahmed Seddik                          | Front populaire                           | Hors groupe            |
|       | Ali Larayedh                          | Ennahdha                                  | Ennahdha               |
|       | Ibtissem Jebabli                      | Nidaa Tounes puis Tahya Tounes            | Coalition nationale    |
|       | Leïla Ouled Ali                       | Nidaa Tounes puis Tahya Tounes            | Coalition nationale    |
|       | Olfa Jouini Mohsen Hassan (2014-2016) | Union patriotique libre puis Nidaa Tounes | Nidaa Tounes           |
|       | Nadhir Ben Ammou                      | Ennahdha puis indépendant                 | Allégeance à la patrie |
|       | Samia Abbou                           | Courant démocrate                         | Bloc démocrate         |
|       | Yamina Zoghlami                       | Ennahdha                                  | Ennahdha               |

### Tunis 2
| Image | Nom                                               | Parti                                           | Groupe parlementaire |
| ----- | ------------------------------------------------- | ----------------------------------------------- | -------------------- |
|       | Abdelfattah Mourou                                | Ennahdha                                        | Ennahdha             |
|       | Aroua Ben Abbas                                   | Ennahdha                                        | Ennahdha             |
|       | Bochra Belhaj Hmida                               | Nidaa Tounes puis indépendante                  | Coalition nationale  |
|       | Leïla Bougatef                                    | Nidaa Tounes puis Tahya Tounes                  | Coalition nationale  |
|       | Mustapha Ben Ahmed                                | Nidaa Tounes puis Tahya Tounes                  | Coalition nationale  |
|       | Hager Ben Cheikh Ahmed Riadh Mouakher (2014-2016) | Afek Tounes puis Tahya Tounes                   | Coalition nationale  |
|       | Sahbi Ben Fraj                                    | Nidaa Tounes, Machrouu Tounes puis Tahya Tounes | Coalition nationale  |
|       | Houda Slim Saïd Aïdi (2014-2015)                  | Nidaa Tounes, Machrouu Tounes puis Tahya Tounes | Coalition nationale  |

### Zaghouan
| Image | Nom                  | Parti                                                             | Groupe parlementaire                       |
| ----- | -------------------- | ----------------------------------------------------------------- | ------------------------------------------ |
|       | Leïla Zahaf          | Nidaa Tounes puis Machrouu Tounes                                 | Bloc Al Horra du mouvement Machrouu Tounes |
|       | Mohamed Ben Salem    | Ennahdha                                                          | Ennahdha                                   |
|       | Mohamed Ramzi Khmiss | Nidaa Tounes                                                      | Nidaa Tounes                               |
|       | Naceur Channoufi     | Initiative nationale destourienne, Nidaa Tounes puis Tahya Tounes | Coalition nationale                        |
|       | Ridha Zghondi        | Union patriotique libre, Nidaa Tounes puis indépendant            | Hors groupe                                |

### Étranger

#### Allemagne
| Image | Nom                                     | Parti   | Groupe parlementaire |
| ----- | --------------------------------------- | ------- | -------------------- |
|       | Yassine Ayari Hatem Ferjani (2014-2017) | Al Amal | Hors groupe          |

#### Amériques et reste de l'Europe
| Image | Nom            | Parti                          | Groupe parlementaire |
| ----- | -------------- | ------------------------------ | -------------------- |
|       | Lamia Mlayah   | Nidaa Tounes puis indépendante | Hors groupe          |
|       | Ramzi Ben Fraj | Ennahdha                       | Ennahdha             |

#### France 1
| Image | Nom                                       | Parti                                           | Groupe parlementaire                       |
| ----- | ----------------------------------------- | ----------------------------------------------- | ------------------------------------------ |
|       | Khaoula Ben Aïcha                         | Nidaa Tounes puis Machrouu Tounes               | Bloc Al Horra du mouvement Machrouu Tounes |
|       | Marouan Felfel Khaled Chouket (2014-2016) | Nidaa Tounes, Machrouu Tounes puis Tahya Tounes | Coalition nationale                        |
|       | Houcine Jaziri                            | Ennahdha                                        | Ennahdha                                   |
|       | Mohamed Ghannem                           | Afek Tounes puis Tahya Tounes                   | Coalition nationale                        |
|       | Karima Taggaz Sayida Ounissi (2014-2016)  | Ennahdha                                        | Ennahdha                                   |

#### France 2
| Image | Nom                   | Parti                            | Groupe parlementaire   |
| ----- | --------------------- | -------------------------------- | ---------------------- |
|       | Dalila Babba          | Ennahdha                         | Ennahdha               |
|       | Kamel Dhaouadi        | Nidaa Tounes                     | Nidaa Tounes           |
|       | Najia Ben Abdelhafidh | Nidaa Tounes puis Tahya Tounes   | Coalition nationale    |
|       | Néji Jmal             | Ennahdha                         | Ennahdha               |
|       | Riadh Jaidane         | Appel des Tunisiens à l'étranger | Allégeance à la patrie |

#### Italie
| Image | Nom              | Parti        | Groupe parlementaire |
| ----- | ---------------- | ------------ | -------------------- |
|       | Imen Ben Mhamed  | Ennahdha     | Ennahdha             |
|       | Mohamed Ben Souf | Nidaa Tounes | Nidaa Tounes         |
|       | Oussama Sghaier  | Ennahdha     | Ennahdha             |

#### Monde arabe et reste du monde
| Image | Nom               | Parti                                           | Groupe parlementaire |
| ----- | ----------------- | ----------------------------------------------- | -------------------- |
|       | Abderraouf El May | Nidaa Tounes, Machrouu Tounes puis Tahya Tounes | Coalition nationale  |
|       | Maher Madhioub    | Ennahdha                                        | Ennahdha             |